# نفی (یوتا)
نفی (به انگلیسی: Nephi) شهری در ایالت یوتا کشور ایالات متحده آمریکا است که جمعیت آن در سرشماری سال ۲۰۱۰ میلادی، ۵٬۳۸۹ نفر بوده‌است.